# Neuapostolische Kirche Falkensee
Die Neuapostolische Kirche in Falkensee ist ein Kirchengebäude der Neuapostolischen Kirche (NAK) in der Gebietskirche Berlin-Brandenburg. Die Gemeinde wurde im Jahr 2015 aus den seit Anfang des 20. Jahrhunderts gegründeten Neuapostolischen Kirchengemeinden Falkensee und Falkensee-Finkenkrug durch Fusion gebildet. Die neue Gemeinde bekam dafür einen Kirchenneubau. Er ersetzt die beiden vorher genutzten einfachen Kirchenbauten, die anderen Zwecken zugeführt werden konnten.

## Lage
Das Kirchengrundstück befindet sich in der Finkenkruger Straße Ecke Schwarzburger Straße und trägt die postalische Anschrift Schwarzburger Straße 2. 

## Geschichte

### Gemeinde aus Seegefeld (Falkensee)
Im Jahr 1914 wurde erstmals eine Neuapostolische Kirchengemeinde in Seegefeld (damals noch nicht mit Falkenhagen zu Falkensee vereinigt) gegründet. Über das Kirchengebäude und/oder ihre folgenden Aktivitäten ist nichts konkretes bekannt.
Nach dem Ende des Zweiten Weltkriegs kamen mit den Flüchtlingen auch Anhänger der Neuapostolischen Kirche („Geschwister“) nach Falkensee und ließen sich hier bzw. in der näheren Umgebung nieder. Sie gründeten eine eigene kleine Gemeinde in Elstal und mieteten die dortige Friedhofskapelle für ihre Gottesdienste. Weitere neuapostolische Gläubige aus Staaken, bald auch aus Dallgow, gesellten sich zur Gemeinde und fanden für ihre Gottesdienste Platz in den Baracken der Antifa Staaken. Nach deren Umgestaltung konnte diese Versammlungsstätte am 15. Dezember 1948 eingeweiht werden. Ab 1950 gründeten sich weitere selbstständige neuapostolische Gemeinden in Schönwalde, in Hennigsdorf und in Albrechtshof, sie schlossen sich der Staakener Gemeinde an. Ab 1951 fanden auch Gottesdienste einmal wöchentlich abends in der Grundschule in Dallgow statt. Doch 1953 wurde die Gemeinde Dallgow-Elstal selbstständig und gliederte sich aus dem Falkenseer Gemeindekreis aus. Im Jahr 1954 verließen auch die neuapostolischen gläubigen Einwohner die Staakener Gemeinde und bezogen ein eigenes Kirchengebäude im Ort.
In den Jahren 1964/1965 musste das Kirchengebäude in der Slabystraße saniert und modernisiert werden: Zu einer neuen Heizung kam der Einbau einer Empore, die Einrichtung einer Garderobe und ein Raum für Mütter mit Kleinkindern. Die Mitglieder aus Albrechtshof mussten – vor allem infolge des Mauerbaus 1961 – ihre Versammlungsstätte wegen der Nähe zur Sektorengrenze aufgeben. Sie schlossen sich nun den Falkenseer Geschwistern an, ebenso die Schönwalder, so dass die Gemeinde damit auf eine Mitgliederzahl von 254 angewachsen war.
Eine technische Meisterleistung und zugleich Herausforderung war die erste Live-Übertragung eines Gottesdienstes der Falkenseer neuapostolischen Gemeinde im Jahr 1986.
Die Gemeinde Falkensee feierte 1989 einen Festgottesdienst aus Anlass ihres 75-jähriges Bestehens.
Nach der deutschen Wiedervereinigung, erst 1998 – mit sinkenden Mitgliederzahlen – vereinigten sich die Finkenkruger Neuapostolischen mit der Gemeinde in Falkensee, die sich in den 1920er Jahren ein Gemeindehaus in der Slabystraße geschaffen hatten. Am 1. September 2015 erfolgte die Profanierung des Gotteshauses in der Slabystraße.

### Seelsorger in der Falkenseer Gemeinde
- 1914–? :
- 1938–1961: Oswald Kadler[4]
- 1961–1969: Werner Brandt[2]
- 1969–1997: Werner Brandt[3]

### Gemeinde aus Finkenkrug
Im Ortsteil Finkenkrug hatte sich ebenfalls nach Kriegsende um 1946 eine kleine neuapostolische Gemeinde gegründet und nutzte einen kleinen Kirchenraum im Paul-Simmel-Weg. Für die bald 150 Geschwister umfassende Gemeinde war dieser Raum aber Anfang der 1950er Jahre bereits zu klein und sie schufen einen Anbau an das Gotteshaus, für den sie selbst Mauersteine gesammelt und verarbeitet hatten.
Im Jahr 1982 wurden einige Erhaltungsarbeiten am Gotteshaus durchgeführt.
Die alles verändernde Deutsche Wiedervereinigung führte in Finkenkrug auch noch fünfzehn Jahre später zum starken Mitgliederschwund. Am 4. September 2015 erfolgte eine Profanierung des Kirchengebäudes.

### Seelsorger in der Finkenkruger Gemeinde
- 1938–1958: Willi Scale[2]
- 1958–1963: Heinz Draeger[2]
- 1963–1985: Heinz Lehmann[2]
- 1985–2002: Hartmut Schwichtenberg[2]

### Gemeinsame NAK Falkensee/Finkenkrug
Die feierliche Grundsteinlegung für den Kirchenneubau nahmen am 22. Juni 2018 Bezirksapostel Wolfgang Nadolny, Falkensees Bürgermeister Heiko Müller und der Gemeindevorsteher Joachim Wegener vor. Bereits im gleichen Jahr, am 5. Oktober 2018 konnte das Richtfest begangen werden. Bei den umfangreichen Begleitarbeiten packten viele Gemeindemitglieder mit an. In einem Festakt am 7. September 2019 erhielt der Gemeindevorsteher den symbolischen Kirchenschlüssel, den Weihgottesdienst zelebrierte Nadolny dann am Sonntag, 8. September 2019.
Der Bau hat wie geplant rund 1,8 Millionen Euro aus einem kircheneigenen Förderprogramm gekostet, das von deutschen Gebietskirchen sowie aus der Gebietskirche Schweiz aufgelegt worden war.

## Architektur
Das neue Kirchengebäude ist ein Rechteckbau mit einem höher herausragenden Kirchenhauptraum, der aus zwei einander zugewandten Kreisbogensegmenten gebildet wird. Es entstand mit den Baumaterialien Beton, Metall, Holz und großformatigen Ziegelsteinen. Ein hochaufragender rechteckiger Metallmast am spitzen Schnittpunkt der Kreissegmente an der Straßenseite symbolisiert einen Kirchturm. 
Die hinterlüftete Vorhangfassade ist mineralisch gedämmt. An der Fassade neben dem Kircheneingang ist der Spruch „Komm wie Du bist“ in metallenen Lettern eingelassen.
Die Saaldecke ist abgehangen und indirekt hinterleuchtet. Mittels zweier verschiebbarer Trennwände kann der Hauptraum vergrößert oder verkleinert werden. Insgesamt bietet er Platz für 200 Besucher.
Jeweils fünf hochrechteckige Fenster in abgestufter Höhe – links und rechts des Altars – sind zu einer Gruppe zusammengefasst; die farbigen Scheiben auf einer Seite zeigen einen Baum im Frühling, die gegenüberliegende Seite zeigt den Baum im Herbst. Die Glasfarben sind zurückhaltend und die Flächen nur minimal ausgeführt, so dass noch genügend neutrales Tageslicht einfällt. Die Fenster sind dreifach verglast.

## Ausstattung

### Altar, Beleuchtung
Ein schlichter tischhoher Altar, in der Mitte auf einem rechteckigen Granitblock ruhend, steht auf einer leicht erhöhten Fläche.
Sechs mit LED bestückte moderne Kronleuchter erhellen den Raum gleichmäßig.

### Orgel
Hinter dem Altar befindet sich eine Orgel zu ebener Erde, deren Prospekt aus einem halbrunden naturbelassenen schlichten Holzzaun besteht. Es handelt sich um die Orgel aus der Slabystraße, die restauriert und baulich erweitert wurde. Die Orgel (opus 1820) stammt aus der Werkstatt von W. Sauer aus Frankfurt (Oder) und wurde 1965 in Dienst gestellt.

### Sonstiges
Hinter der Orgel sind zwei hochrechteckige Fenster aus hellblauen Glasbausteinen eingebaut, die als Leuchtbänder fungieren.
Eine Fußbodenheizung macht den Aufenthalt in dem Gotteshaus auch im Winter angenehm.
Das Flachdach des Kirchengebäudes ist begrünt.

## Seelsorge: Gemeindevorsteher ab 2015
- 2015–2020 (Aug.): Joachim Wegener[1]
- seit 2020 (Sept.): Andreas Fischer[7]
- seit 2024: zusätzlich zwei Jugendseelsorger[7]

## Gemeindeleben
Es gibt Religionsunterricht für Kinder und Konfirmanden sowie Jugendbegegnungen und Ausflüge für alle Gemeindemitglieder.
Die Gemeinde unterhält einen Jugendchor und ein Kirchencafé, das drei Gemeindemitglieder regelmäßig betreiben.
Zur musikalischen Begleitung der Kirchenfeiern existieren ein eigenes kleines Blasorchester und eine Instrumentalgruppe. Außerdem führt die Gemeinde einmal monatlich einen Gottesdienst im Seniorenheim des ASB in der Ruppiner Straße in einem auf dem Gelände stehenden Pavillon durch.
Die Gemeinde überträgt ihre Gottesdienste online unter www.falkensee.nak-bbrb.de.